# 奧利弗·麥克伯尼
奧利弗·罗伯特·麥克伯尼（英語：Oliver Robert McBurnie；1996年6月4日—）是一位蘇格蘭足球運動員，場上司职前锋。出身巴拉福特，現時效力於英冠球會侯城、曾代表蘇格蘭足球代表隊參賽。

## 國家隊生涯
麥克伯尼於2018年3月首次被蘇格蘭主帥亚历克斯·麥克萊什選中進入蘇格蘭足球代表隊 。他在3月23日以0-1負于哥斯大黎加的比賽中首次亮相國際比賽 。

## 榮譽

### 個人
- 巴恩斯利賽季最佳球員：2017-18賽季

## 外部連結
- Soccerway資料庫：奧利弗·麥克伯尼